# Nguyễn Đình Thuận (Quảng Bình)
Nguyễn Đình Thuận (20 tháng 7 năm 1953 – 25 tháng 1 năm 2017) là một Thiếu tướng Công an nhân dân Việt Nam. Ông từng là Cục trưởng Cục Xây dựng phong trào toàn dân bảo vệ An ninh Tổ quốc, Bộ Công an (Việt Nam) (cục V28).

## Xuất thân
Ông sinh ngày 20 tháng 7 năm 1953, quê quán tại xã Duy Ninh, huyện Quảng Ninh, tỉnh Quảng Bình.

## Sự nghiệp
Ngày 25 tháng 4 năm 2007, Đại tá Nguyễn Đình Thuận, Cục trưởng Cục Xây dựng phong trào toàn dân bảo vệ An ninh Tổ quốc, Bộ Công an (Việt Nam) được Thủ tướng Nguyễn Tấn Dũng thăng quân hàm lên Thiếu tướng Công an nhân dân Việt Nam theo Quyết định số 513/QĐ-TTG.
Năm 2012-2013, ông là Cục trưởng Cục Xây dựng phong trào toàn dân bảo vệ An ninh Tổ quốc, Bộ Công an (Việt Nam) (cục V28).
Ông đã từ trần vào 12h05 ngày 25 tháng 1 năm 2017 (tức ngày 28 tháng chạp năm Bính Thân) tại nhà riêng ở Hà Nội do bệnh hiểm nghèo, hỏa táng tại Đài hóa thân Hoàn vũ Văn Điển (Thanh Trì, Hà Nội), an táng tại nghĩa trang quê nhà (tỉnh Quảng Bình).

## Danh hiệu
- Huân chương Chiến công hạng nhất[1]
- Huân chương Bảo vệ Tổ quốc hạng nhì[1]
- Huy chương Vì an ninh Tổ quốc[1]
- Huy chương Chiến sĩ vẻ vang các hạng[1]
- Huy hiệu 40 năm tuổi Đảng[1]